# Rio Asod
O Rio Asod é um rio da Romênia afluente do rio Bistricioara, localizado no distrito de Harghita.